# Skriptum
Als Skriptum, Skript oder Vorlesungsskript (Skript, dt. plur.: Skripten, aus lat. manu scriptum „mit der Hand geschrieben“) wird eine Druckschrift an Universitäten, Hochschulen und anderen Lehrstätten bezeichnet, die begleitend zu einer Lehrveranstaltung herausgegeben wird. Es wird normalerweise von dem Dozenten der Lehrveranstaltung oder einzelnen Hörern verfasst und ähnelt vom Stil her einem Lehrbuch.
Skripten sind inhaltlich meist kürzer verfasst als die üblichen über den Buchhandel erwerbbaren Lehrbücher zu den jeweiligen Themen, da sie eine Vorlesung begleiten, aber nicht ersetzen sollen. Ferner werden an Skripten geringere formale Ansprüche gestellt als an Bücher; mitunter sind sie nicht einmal gebunden. Als Herstellungsverfahren kommen alle Techniken von Kopieren bis Drucken in Betracht, zunehmend werden Skripten als PDF-Datei im Internet zur Verfügung gestellt. Sie werden häufig kostenlos ausgegeben oder zu einem geringen Preis verkauft. Skripten sind in wissenschaftlichen Arbeiten nicht zitierfähig, unter anderem deshalb, weil sie nicht in wissenschaftlichen Bibliotheken gesammelt werden.
Die Mitschrift einer Vorlesung kann sich zu einem Skriptum entwickeln. Aus manchem Skriptum ist nach einer Reifezeit und einigen Ergänzungen ein Lehrbuch geworden. Die Übergänge sind fließend. Ein Handout (Thesenpapier) oder die Folien einer Präsentation sind noch kein Skriptum, da vom Umfang her zu gering, können aber in ein Skriptum einfließen.

### Beispielsammlungen
- Skripten- und Übungssammlung auf dem FTP-Server des Institutes für Mathematik der TU-Berlin
- RRZN-Handbücher für staatliche Hochschulen